# MTU 1163
MTU 1163型ディーゼルエンジン（英語: MTU Series 1163 diesel engine）は、ドイツ・MTUフリードリヒスハーフェン社のディーゼルエンジンのシリーズ。主として舶用に用いられる。
複数の気筒数のバージョンが存在するが、いずれもV字型のシリンダー配列形式を採用している。二段式シーケンシャルターボ・システムを備えており、V型12気筒版では3組、V型16気筒版では4組、V型20気筒版では5組が備えられる。
1983年に市場に投入されて以降、段階的に改良を重ねている。最新版は国際海事機関（IMO）における船舶の排ガスに関する規制を充足するよう改良された1163-04型であり、改良された二段過給システム、コモンレール式噴射システム、ADEC電子エンジン管理システム、新燃焼過程が導入される。V型16・20気筒型は2013年、V型12気筒版は2014年に実用化される予定である。
| シリンダー配列形式  | V型12気筒           | V型16気筒           | V型20気筒           |
| ------------------- | ------------------- | ------------------- | ------------------- |
| 挟み角              | 60度                | 60度                | 60度                |
| ボア径/ストローク長 | 230mm/280mm         | 230mm/280mm         | 230mm/280mm         |
| 最大出力            | 4,440 kW (5,950 hp) | 5,920 kW (7,940 hp) | 7,400 kW (9,900 hp) |
| 定格速度            | 1300rpm             | 1300rpm             | 1300rpm             |

## 搭載艦船
ドイツ
- MEKO型フリゲート
  - ヤウズ級,バルバロス級,サーリヒレイス級フリゲート（ トルコ海軍）
  - ヴァスコ・ダ・ガマ級フリゲート（ ポルトガル海軍）
  - アンザック級フリゲート（ オーストラリア海軍,  ニュージーランド海軍）
  - ザクセン級フリゲート（ ドイツ海軍）
  - ブラウンシュヴァイク級コルベット（ ドイツ海軍）
- FS-1500型フリゲート
  - アルミランテ・パディーヤ級フリゲート（ コロンビア海軍）
  - カスツーリ級フリゲート（ マレーシア海軍）

 イスラエル海軍
- サール5型コルベット

 アメリカ沿岸警備隊
- バーソルフ級カッター

 海上保安庁
- ひだ型巡視船

 タイ海軍
- 空母「チャクリ・ナルエベト」
- ナレースワン級フリゲート
- プーミポン・アドゥンヤデート級フリゲート

 マレーシア海軍
- レキウ級フリゲート

 中国人民解放軍海軍
- 051B型駆逐艦
- 052B型駆逐艦

 大韓民国海軍
- 大邱級フリゲート